# Liste der Biografien/Gap
Liste der Biografien |
Portal Biografien |
Personensuche
# |
A |
B |
C |
D |
E |
F |
G |
H |
I |
J |
K |
L |
M |
N |
O |
P |
Q |
R |
S |
T |
U |
V |
W |
X |
Y |
Z |
?
 
Ga |
Gb |
Gc |
Gd |
Ge |
Gf |
Gh |
Gi |
Gj |
Gk |
Gl |
Gm |
Gn |
Go |
Gp |
Gq |
Gr |
Gs |
Gu |
Gv |
Gw |
Gy |
Gz
 
Gaa |
Gab |
Gac |
Gad |
Gae |
Gaf |
Gag |
Gah |
Gai |
Gaj |
Gak |
Gal |
Gam |
Gan |
Gao |
Gap |
Gaq |
Gar |
Gas |
Gat |
Gau |
Gav |
Gaw |
Gax |
Gay |
Gaz
Die Liste der Biografien führt alle Personen auf, die in der deutschsprachigen Wikipedia einen Artikel haben. Dieses ist eine Teilliste mit 24 Einträgen von Personen, deren Namen mit den Buchstaben „Gap“ beginnt.

## Gap

### Gapa
- Gapais-Dumont, Brigitte (1944–2018), französische Florettfechterin
- Gapangwa Nteziryayo, Jérôme (* 1942), kongolesischer Geistlicher, emeritierter Bischof von Uvira
- Gapany, Johanna (* 1988), Schweizer Politikerin

### Gape
- Gäpel, Robert (1900–1998), deutscher Autor niederdeutscher Literatur
- Gapetschkin, Alexander Igorewitsch (* 2002), russischer Fußballspieler

### Gapo
- Gapon, Georgi Apollonowitsch (1870–1906), russischer Pope
- Gapon, Jewgeni Eduardowitsch (* 1991), russischer Fußballspieler
- Gaponenko, Elena, deutsche Musikerin (Piano, Violoncello)
- Gaponenko, Marjana (* 1981), ukrainische Schriftstellerin
- Gaponow, Ilja Sergejewitsch (* 1997), russischer Fußballspieler
- Gaponow, Sergei Wiktorowitsch (1937–2024), russischer Physiker und Hochschullehrer
- Gaponow-Grechow, Andrei Wiktorowitsch (1926–2022), russischer Physiker und Hochschullehrer

### Gapp
- Gapp, Adelheid (* 1966), österreichische Skirennläuferin
- Gapp, Anton (1766–1833), französischer katholischer Priester des Bistums Metz
- Gapp, Jakob (1897–1943), österreichischer Priester im Widerstand gegen den Nationalsozialismus
- Gappah, Petina (* 1971), simbabwische Autorin
- Gappmayr, Heinz (1925–2010), österreichischer Künstler
- Gappmayr, Peter (1789–1868), österreichischer Bergsteiger
- Gappnigg, Valentin († 1736), österreichischer Maler

### Gapr
- Gaprindaschwili, Nona (* 1941), georgische Schachspielerin und SchachweltmeisterinNona Gaprindaschwili (* 1941)

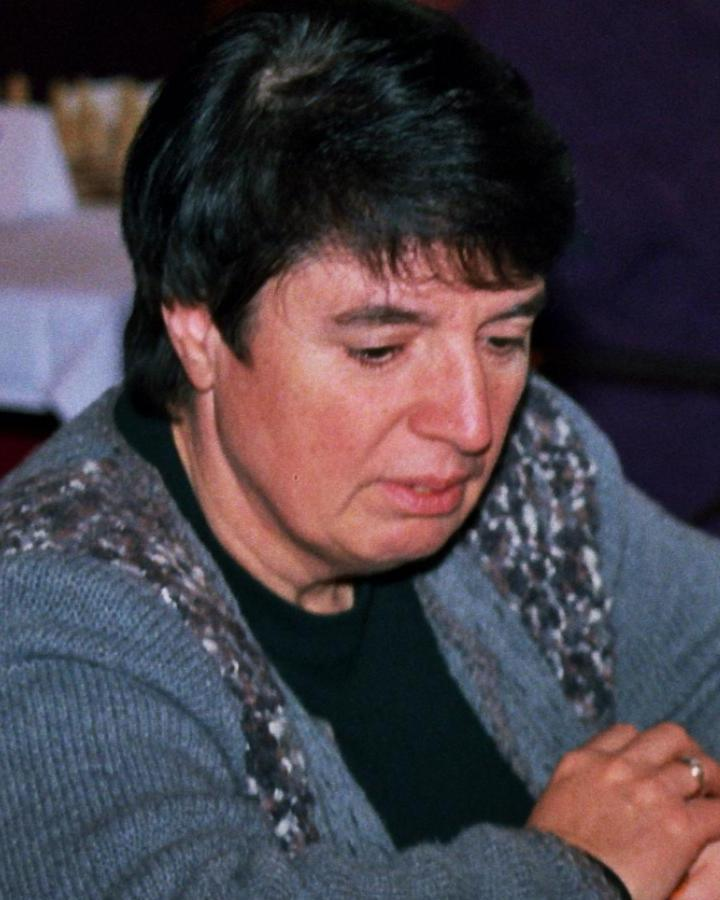
Nona Gaprindaschwili (* 1941)

### Gaps
- Gapšys, Vytautas (* 1982), litauischer Jurist und Politiker

### Gapt
- Gaptschenko, Emma Wassiljewna (1938–2021), sowjetische Bogenschützin

### Gapu
- Gapurow, Muhammetnazar (1922–1999), turkmenischer Politiker, Generalsekretär der turkmenischen SSR (1969–1985)
- Gaputytė, Elena (1927–1991), litauische Malerin und Bildhauerin